# Maguva nigra
Maguva nigra är en insektsart som beskrevs av William D. Funkhouser 1929. Maguva nigra ingår i släktet Maguva och familjen hornstritar. Inga underarter finns listade i Catalogue of Life.